# Río Séraya
El río Séraya (del ruso: Серая) es un río del óblast de Yaroslavl, en Rusia, afluente por la izquierda del río Sherná, de la cuenca del Volga a través del Kliazma y del Oká.
Nace cerca de la localidad de Kopylija. Pasa a través de las ciudades de Aleksándrov, Karabánovo y cerca de Balákirevo. Se junta con el Mólokcha a altura de Belkovo para formar el Sherná. Su principal afluente es el río Niungu, que desemboca en el Séraya unos kilómetros abajo de Stáraya Slobodá. El curso inferior es bastante estrecho y tortuoso.